# Sportunion supervolley OÖ
Die Sportunion supervolley OÖ ist ein österreichischer Volleyballverein aus Enns in Oberösterreich. Der Verein wurde 2000 als Nachfolge der Sportunion Enns, Sektion Volleyball gegründet. Der Verein ist Mitglied des Oberösterreichischen Volleyball Verbandes, der Verein spielt heute in der 2. Bundesliga. Die Vereinsfarben sind schwarz und rot.

## Geschichte
Der Verein wurde als Nachfolgeverein der Sektion Volleyball der Sportunion Enns als supervolley Enns 2000 gegründet. 2008 schloss sich der Verein mit dem TV-VBC Steyr zusammen und nennt sich supervolley OÖ.

## Erfolge
- 3 × Europacupteilnahme